# Collaborations (album Sinéad O’Connor)
Collaborations – album Sinéad O’Connor z 2005 roku, zawierający utwory nagrywane wraz z innymi artystami. Składanka obejmuje utwory od 1986 (jeszcze sprzed debiutu płytowego artystki) do 2003 roku.

## Lista utworów
1. „Special Cases” (feat. Massive Attack)
2. „1000 Mirrors” (feat. Asian Dub Foundation)
3. „Empire” (feat. Bomb the Bass & Benjamin Zephaniah)
4. „Guide Me God” (feat. Ghostland)
5. „Visions of You” (feat. Jah Wooble)
6. „Release” (feat. Afro Celt Sound System)
7. „Wake Up and Make Love with Me” (feat. The Blockheads)
8. „Kingdom of Rain” (feat. The The)
9. „I'm Not Your Baby” (feat. U2)
10. „Tears from the Moon” (feat. Conjure One)
11. „Blood of Eden” (feat. Peter Gabriel)
12. „Harbour” (feat. Moby)
13. „Up in My Arms” (feat. Aslan)
14. „It's All Good” (feat. Damien Dempsey)
15. „Heroine” (feat. The Edge)
16. „Monkey in Winter” (feat. The Colourfield)
17. „All Kinds of Everything” (feat. Terry Hall)